# Brave CF 34
Brave CF 34 är en MMA-gala som arrangerades av Brave Combat Federation i samarbete med den lokala organisationen World Freefight Challenge (WFC) och ägde rum 19 januari 2020 i Ljubljana, Slovenien. Galan sändes via Fite.tv och BravecfTV.com

## Bakgrund
Huvudmatchen var planerad att vara en flugviktsmatch mellan 2016 års världsmästare i sambo, ryssen Velimurad Alchasov och Bellators före detta bantamviktmästare, tillika 2010 års dubbla världsmästare vid FILA grappling-VM, gi och nogi, amerikanen Zach Makovsky.
Den 8 januari presenterades dock slovenen Luka Podkrajseks tungviktsmatch mot bosniern Viktor Vasic om tungviktstiteln som den nya huvudmatchen. Den förra huvudmatchen fanns däremot kvar på kortet och ingen förklaring till varför bytet skett uppgavs.

### Ändringar
7 januari meddelade Brave CF själva via twitter att fransmannen Benoit St. Denis kontrakterats att möta kroaten Ivica Trušček i weltervikt.
8 januari presenterades på Brave CF:s twitter ryssen Rustam Chsievs som ena deltagaren i en mellanviktsmatch där hans motståndare angavs bli fransmannen Romain Debienne. Samma dag släppte de även resten av kortet via twitter. På det nya kortet var huvudmatchen ändrad till Luka Podkrajsek vs. Viktor Vasic och andra huvudmatchen Ivica Trušček vs. Benoit St. Denis.
Brave CF meddelade via twitter 9 januari att Carlo Vinci inte längre var Matjaž Vičars motståndare, ny motståndare var istället österrikaren Mochamed Machaev. Ingen anledning till bytet angavs.

## Resultat
1. ↑   Catchvikt 53 kg
2. ↑   WSF-tungviktstitelmatch